# Thiền trong Phật giáo

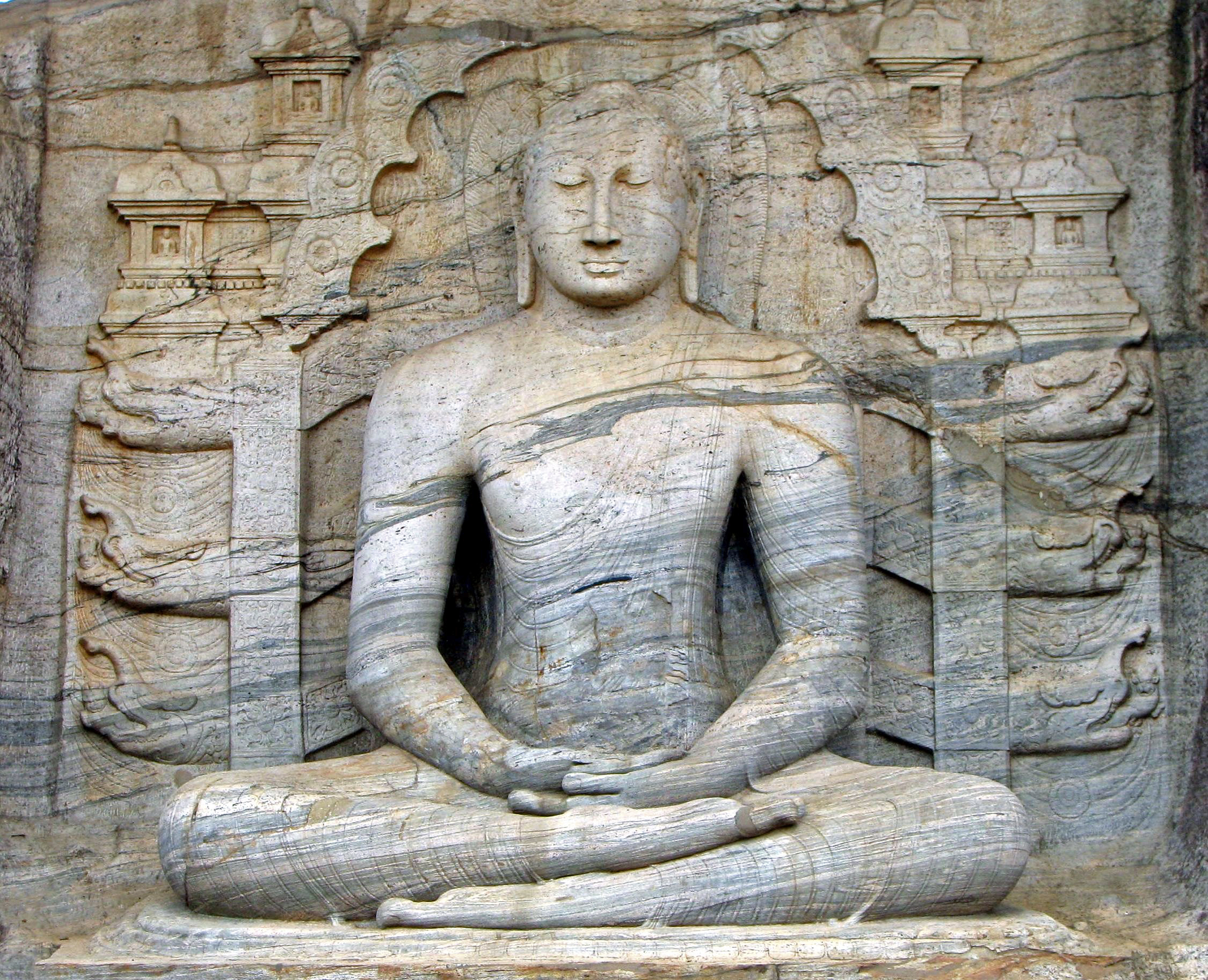
Tượng đá Phật Thích Ca tọa thiền với thế bán già và ấn thiền tại Chùa Gal Viharaya, Polonnaruwa, Sri Lanka.

Trong Phật giáo, có nhiều phương pháp và kĩ thuật thiền khác nhau. Một trong những mục tiêu chính của thiền là giúp cho sự bất động của "sáu căn" không phóng dật, không bị dụ dỗ lôi kéo dính mắc sáu pháp trần gian bên ngoài thân ngũ uẩn, gây nên sự ham muốn thích thú đam mê.

## Từ nguyên
Thiền (zh. chán 禪, ja. zen), gọi đầy đủ là Thiền-na (zh. chánna 禪那, sa. dhyāna, pi. jhāna, ja. zenna, en. meditation), là thuật ngữ Hán-Việt được phiên âm từ dhyāna trong tiếng Phạn. Dhyāna là danh từ phái sinh từ gốc động từ √dhyā (hoặc √dhyai). Bộ Sanskrit-English Dictionary của Monier-Williams ghi lại những nghĩa chính như sau: to think of, imagine, contemplate, meditate on, call to mind, recollect.
Tất cả các trào lưu triết học Ấn Độ đều hiểu dưới gốc động từ này là sự tư duy, tập trung lắng đọng và vì vậy, ta cũng tìm thấy từ dịch ý Hán-Việt là Tĩnh lự (zh. 靜慮). Các cách phiên âm Hán-Việt khác là Đà-diễn-na (zh. 馱衍那), Trì-a-na (持阿那). Có thể coi Thiền là sự kết hợp giữa thân thể và ý niệm trong thời gian – không gian hiện tại để nhận biết sự vật, hiện tượng và ý niệm. Thiền là để tĩnh tâm, gạt bỏ mọi tạp niệm để nhận thức bản ngã và thế giới xung quanh một cách đúng đắn, sáng suốt nhất.
"Định" là sự hướng tâm của Ý thức để tác động chỉ đạo sáu căn nghe theo sự xuất nhập đóng mở và an trú vào một điểm trên cơ thể, nhằm tạo sự lớn dần về nội lực thân tâm thanh thản an lạc giải thoát hoàn toàn sau khi đã ly được dục và ác pháp trên thân tâm. "Thiền Định" của Phật giáo Thích Ca là sự bất động của tâm và thân theo từng cấp độ tăng dần theo nội lực của Ý thức cho đến đỉnh cao của sự giải thoát hoàn toàn của thân và tâm "định" vào một khối sau khi Ý thức lực tác động làm cho hơi thở ngừng hoàn toàn một cách tự nhiên mà không bị ức chế hay rối loạn thân tâm.

## Trong đạo Phật
Ý chí cương quyết tu tập Thiền sẽ dẫn hành giả đến một tâm trạng Bất nhị, nơi mà những ý nghĩ nhị nguyên như "ta đây vật đó" được chuyển hoá; hành giả chứng ngộ cái "Tuyệt đối", mở ra những khả năng của Chân Như, những khái niệm về không gian và thời gian đều được chuyển biến thành cái "hiện tại thường hằng", hành giả chứng ngộ được sự đồng nhất của thế giới hiện hữu và bản tính. Nếu kinh nghiệm này được trau dồi thâm sâu và hành giả áp dụng nó vào những hành động của cuộc sống hằng ngày thì đó chính là trạng thái mà tất cả những tôn giáo đều gọi chung là "Giải thoát".
Theo đạo Phật, hành giả nhờ Định (sa. samādhi) mà đạt đến một trạng thái sâu lắng của tâm thức, trong đó toàn bộ tâm thức chỉ chú ý đến một đối tượng thiền định thuộc về tâm hay vật. Tâm thức sẽ trải qua nhiều chặng, trong đó lòng tham dục dần dần suy giảm. Một khi hành giả trừ năm chướng ngại (ngũ cái五蓋, sa. nīvaraṇa) thì đạt được bốn cõi thiền (tứ thiền định) của sắc giới (sa. rūpadhātu, xem Tam giới), đạt Lục thông (sa. ṣaḍabhijñā) và tri kiến vô thượng. Tri kiến này giúp hành giả thấy rõ các đời sống trước của mình, thấy diễn biến của sinh diệt và dẫn đến giải thoát mọi lậu hoặc (sa. āsrava). Hành giả đạt bốn cõi thiền cũng có thể chủ động tái sinh trong các cõi Thiên (sa. deva) liên hệ.
Trong giai đoạn một của thiền định, hành giả buông xả lòng tham dục và các pháp bất thiện, nhờ chuyên tâm suy tưởng mà đạt đến. Trong cấp này, hành giả có một cảm giác hỉ lạc. Trong giai đoạn hai, tâm suy tưởng được thay thế bằng một nội tâm yên lặng, tâm thức trở nên sắc sảo bén nhọn vì bao hàm nhân tố chú tâm quán sát. Hành giả tiếp tục ở trong trạng thái hỉ lạc. Qua giai đoạn ba, tâm hỉ lạc giảm, tâm xả bỏ hiện đến, hành giả tỉnh giác, cảm nhận sự nhẹ nhàng khoan khoái. Trong giai đoạn bốn, hành giả an trú trong sự xả bỏ và tỉnh giác.
Tại Trung Quốc, Thiền có một ý nghĩa rộng hơn rất nhiều. Nó bao gồm tất cả phép tu như quán niệm hơi thở Nhập tức xuất tức niệm (zh. 入息出息念, pi. ānāpānasati), Tứ niệm xứ (pi. satipaṭṭhāna)... với mục đích nhiếp tâm và làm tâm tỉnh giác. Từ phép Thiền do Bồ-đề-đạt-ma truyền, Thiền Trung Quốc đã phát triển rất mạnh (Thiền tông).
Trong một ý nghĩa bao quát, Thiền cũng không phải là những phương pháp đã nêu trên. Thiền là một trạng thái tâm thức không thể định nghĩa, không thể miêu tả và phải do mỗi người tự nếm trải. Trong nghĩa này thì Thiền không nhất thiết phải liên hệ với một tôn giáo nào cả — kể cả Phật giáo. Trạng thái tâm thức vừa nói đã được các vị thánh nhân xưa nay của mọi nơi trên thế giới, mọi thời đại và văn hoá khác nhau trực nhận và miêu tả bằng nhiều cách. Đó là kinh nghiệm giác ngộ về thể sâu kín nhất của thật tại, nó vừa là thể của Niết-bàn và vừa của Luân hồi, sinh tử. Vì vậy, Toạ thiền không phải là một phương pháp đưa con người đi từ vô minh đến giác ngộ, mà là giúp con người khám phá bản thể thật sự của mình đang mỗi lúc hiện diện.

## Sách tham khảo
- Fo Guang Ta-tz'u-tien 佛光大辭典. Fo Guang Ta-tz'u-tien pien-hsiu wei-yuan-hui 佛光大辭典編修委員會. Taipei: Fo-kuang ch'u-pan-she, 1988. (Phật Quang Đại Từ điển. Phật Quang Đại Từ điển biên tu uỷ viên hội. Đài Bắc: Phật Quang xuất bản xã, 1988.)